# Lestomerus
Lestomerus is een geslacht van wantsen uit de familie van de Reduviidae (Roofwantsen). Het geslacht werd voor het eerst wetenschappelijk beschreven door Charles Jean-Baptiste Amyot & Jean Guillaume Audinet-Serville in 1843.

## Soorten
Het genus bevat de volgende soorten:

- Lestomerus aeneicollis Schaum, 1853
- Lestomerus affinis (Serville, 1831)
- Lestomerus atrocyaneus Villiers, 1954
- Lestomerus barbarus (Miller, 1940)
- Lestomerus basilewskyi Villiers, 1962
- Lestomerus bicolor Villiers, 1948
- Lestomerus bicoloripes (Breddin, 1901)
- Lestomerus dissimilis Miller, 1954
- Lestomerus diversus Walker, 1873
- Lestomerus dubius Villiers, 1948
- Lestomerus femoralis Walker, 1873
- Lestomerus flavipes (Walker, 1873)
- Lestomerus funebris Villiers, 1958
- Lestomerus gigas Schouteden, 1952
- Lestomerus glabratus Signoret, 1881
- Lestomerus hoberlandti Villiers, 1968
- Lestomerus montivagus (Distant, 1911)
- Lestomerus nigrotibialis Villiers, 1964
- Lestomerus niloticus Villiers, 1969
- Lestomerus noctis (Distant, 1902)
- Lestomerus ochripes (Stål, 1855)
- Lestomerus ochropus (Stål, 1855)
- Lestomerus pallens (Miller, 1940)
- Lestomerus parvulus (Signoret, 1881)
- Lestomerus piceipes Villiers, 1949
- Lestomerus pilipes Villiers, 1948
- Lestomerus rendalli (Distant, 1903)
- Lestomerus sanctus (Fabricius, 1787)
- Lestomerus semifasciatus (Walker, 1873)
- Lestomerus spinipes (Serville, 1831)
- Lestomerus sunctus (Fabricius, 1787)
- Lestomerus synavei Villiers, 1973
- Lestomerus varipes Fallou, 1891
- Lestomerus vermiculatus Villiers, 1963
- Lestomerus vilhenai Villiers, 1958
- Lestomerus wroughtoni Bergroth, 1915